# Tootsie
Tootsie è un film del 1982 diretto da Sydney Pollack. Narra la storia di un attore talentuoso ma disoccupato, interpretato da Dustin Hoffman, costretto ad adottare una nuova identità di donna per ottenere la parte in una soap opera.
Nel 1998 è stato scelto per la conservazione nel National Film Registry della Biblioteca del Congresso degli Stati Uniti. Nel 1998 l'American Film Institute l'ha inserito al sessantaduesimo posto della classifica dei migliori cento film statunitensi di tutti i tempi, mentre dieci anni dopo, nella lista aggiornata, è sceso al sessantanovesimo posto. Nel 2000 l'American Film Institute lo ha inserito al secondo posto nella classifica delle migliori cento commedie americane di tutti i tempi.

## Trama
New York. Michael Dorsey è un valido e preparato attore di teatro, ma a causa del suo ostico carattere e dei suoi maniacali perfezionismi interpretativi, entra spesso in conflitto con registi e produttori tanto che, nonostante continui a cercare lavoro, a ogni audizione non gli viene mai assegnata una parte e quindi per mantenersi è costretto a lavorare come cameriere in un ristorante, occupazione che condivide con Jeff Slater, suo compagno di appartamento e aspirante drammaturgo, che però non ha il denaro necessario per produrre una commedia da lui scritta, dal titolo "Ritorno a Love Canal".
Oltre a Jeff, Michael intende aiutare anche l'amica Sandy, un'aspirante attrice con problemi caratteriali e di depressione, adusa a crollare ogni volta che deve provare una parte. Prima di un'audizione per una serie televisiva, alla quale la accompagna, Michael scopre casualmente che un altro attore è stato ingaggiato per la parte del protagonista nella commedia "Il servo di scena", parte che gli era stata promessa dal suo manager George Fields; appresa la notizia Michael si reca immediatamente nell'ufficio di George per chiedere spiegazioni e l'agente è costretto a rivelargli che, a causa del suo carattere, nessuno, da Broadway a Hollywood, gli darà più lavoro ed inoltre che non ha intenzione di finanziare la commedia scritta da Jeff.
Ricevuta l'ennesima delusione, Michael, sapendo che il ruolo femminile per il quale Sandy ha sostenuto infruttuosamente l'audizione, è quello della direttrice di ospedale con caratteristiche di donna attempata e dal temperamento autoritario, si presenta travestito da donna con il nome di Dorothy Michaels e, con un atteggiamento decisamente "mascolino" e polemico, riesce a impressionare la produttrice Rita Marshall e il regista Ron Carlisle tanto da ottenere la parte. Egli ne informa subito George che, incredulo, manda il contratto alla produzione della serie, mentre Jeff, superata l'iniziale sorpresa, è contento della possibilità che Michael gli offre.
L'avventura inizia e Michael/Dorothy ottiene un grande successo, la serie aumenta gli ascolti, Dorothy appare sulle copertine delle riviste più prestigiose e arriva il denaro per finanziare la commedia di Jeff; tutto sembra andare bene ma, accanto al successo, affiorano tutte le problematiche che derivano dalla sua doppia vita: a causa di un equivoco egli è "costretto" a iniziare una relazione con Sandy, successivamente si innamora di Julie Nichols, un'attrice della serie ma amante delusa del regista che, inoltre, gli presenta suo padre Les che si innamora di Dorothy tanto da chiedergli di sposarlo. La situazione sembra diventare critica e Michael, dopo avere saputo che la produzione gli ha rinnovato il contratto per un altro anno, chiede a George un sistema per uscire da quel ginepraio ma l'agente è costretto a rispondergli che non esistono scappatoie.
L'amore per Julie è però sempre più forte e questo induce Michael a rivelare la sua identità durante una puntata andata in onda in diretta a causa di un incidente di montaggio e, tra lo sconcerto generale, tutto il paese e tutte le persone coinvolte nella sua vicenda privata vengono improvvisamente a scoprire il grande "inganno" che si è svolto per tutto quel periodo. Julie sembra la più colpita e, dopo avere troncato con il suo amante, non intende comunque più vedere Michael ma il suo amore la porterà a rivedere la sua posizione e a decidere di vivere un nuovo rapporto con lui.

## Produzione
Le riprese del film furono effettuate interamente nella città di New York tra il 1º aprile e il 28 agosto 1982.
Andy Warhol, figura predominante del movimento della Pop art americana, appare in un cameo con Dustin Hoffman.

## Citazioni
La serie animata I Griffin ha realizzato una parodia del film nel quindicesimo episodio della settima stagione (intitolato "Come Tootsie") in cui il piccolo protagonista Stewie Griffin si trova a vivere una situazione analoga a quella di Dustin Hoffman per poter avere un ruolo nel suo programma per bambini preferito. Nell'episodio viene inoltre ripresa dal film la canzone "Tootsie" di Stephen Bishop.
Nel film del 2017 Chiamami col tuo nome, diretto da Luca Guadagnino e ambientato negli anni ottanta, si può trovare, insieme a quello del film dello stesso anno La cosa, un poster italiano del film.

## Accoglienza

### Incassi
Realizzato con un budget di 21 milioni di dollari, il film incassò solo in Nord America oltre 177 milioni di dollari. Fu il secondo più alto incasso dell'anno dopo E.T. l'extra-terrestre.

### Critica
Il film venne accolto con ottime critiche. Su Metacritic ha un punteggio di 87 su 100, mentre su Rotten Tomatoes registra una valutazione pari allo 89% delle recensioni professionali favorevoli.
Roger Ebert scrisse che la pellicola non ha "paura di mescolare l'assurdità con la serietà, la critica sociale con la farsa, e un po' di sincera tenerezza in mezzo alle risate".

## Riconoscimenti
- 1983 – Premio Oscar
  - Miglior attrice non protagonista a Jessica Lange
  - Candidatura al miglior film a Sydney Pollack e Dick Richards
  - Candidatura al miglior regista a Sydney Pollack
  - Candidatura al miglior attore a Dustin Hoffman
  - Candidatura alla miglior attrice non protagonista a Teri Garr
  - Candidatura alla miglior sceneggiatura originale a Larry Gelbart, Murray Schisgal e Don McGuire
  - Candidatura alla miglior fotografia ad Owen Roizman
  - Candidatura al miglior montaggio a Fredric Steinkamp e William Steinkamp
  - Candidatura al miglior sonoro ad Arthur Piantadosi, Les Fresholtz, Rick Alexander e Les Lazarowitz
  - Candidatura alla miglior canzone (It Might Be You) a Dave Grusin, Alan Bergman e Marilyn Bergman

- 1983 – Golden Globe
  - Miglior film commedia o musicale
  - Miglior attore in un film commedia o musicale a Dustin Hoffman
  - Miglior attrice non protagonista a Jessica Lange
  - Candidatura alla miglior regista a Sydney Pollack
  - Candidatura alla miglior sceneggiatura a Larry Gelbart e Murray Schisgal

- 1984 – Premio BAFTA
  - Miglior attore protagonista a Dustin Hoffman
  - Miglior trucco a Dorothy J. Pearl, George Masters, C. Romania Ford e Allen Weisinger
  - Candidatura al miglior film a Sydney Pollack e Dick Richards
  - Candidatura al miglior regista a Sydney Pollack
  - Candidatura alla miglior attrice protagonista a Jessica Lange
  - Candidatura alla miglior attrice non protagonista a Teri Garr
  - Candidatura alla miglior sceneggiatura originale a Larry Gelbart e Murray Schisgal
  - Candidatura ai migliori costumi a Ruth Morley
  - Candidatura alla miglior canzone (Tootsie) a Dave Grusin, Alan Bergman e Marilyn Bergman

- 1984 – Premio César
  - Candidatura al miglior film straniero a Sydney Pollack

- 1983 – Kansas City Film Critics Circle Award
  - Miglior attrice non protagonista a Jessica Lange

- 1983 – Boston Society of Film Critics Award
  - Miglior attore a Dustin Hoffman
  - Miglior attrice non protagonista a Jessica Lange

- 1982 – Los Angeles Film Critics Association Award
  - Miglior sceneggiatura a Larry Gelbart e Murray Schisgal

- 1982 – New York Film Critics Circle Awards
  - Miglior regista a Sydney Pollack
  - Miglior attrice non protagonista a Jessica Lange
  - Migliore sceneggiatura a Larry Gelbart e Murray Schisgal